# Ikram Kerwat

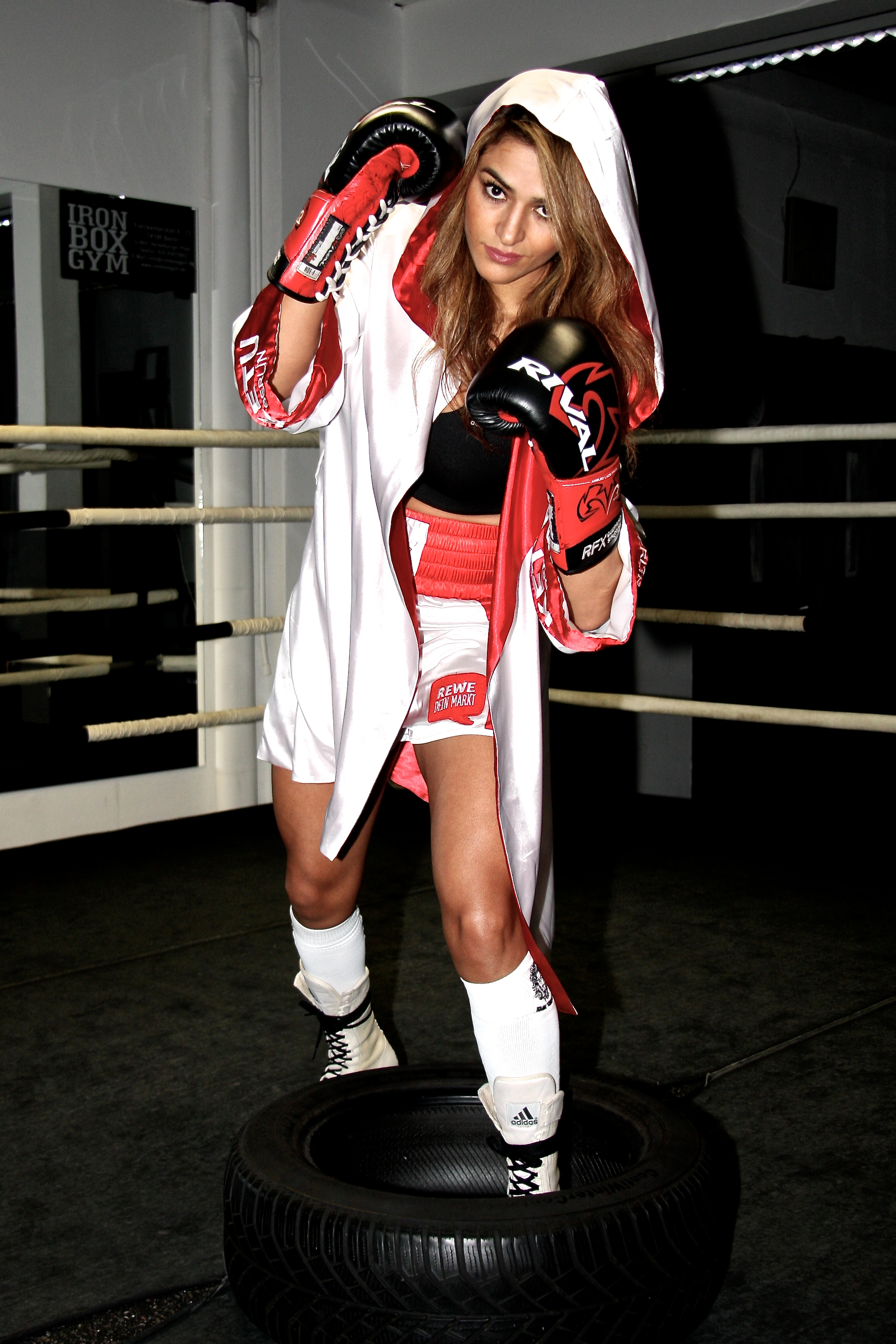
Ikram Kerwat (2019)

Ikram Kerwat (* 18. März 1984 in Beja, Tunesien) ist eine tunesisch-deutsche Boxerin.

## Amateurkarriere
Ihren sportlichen Anfang machte Ikram Kerwat vierjährig mit Judo in ihrem Geburtsland Tunesien. Hier wurde sie mit zehn Jahren Afrikameisterin in ihrer Altersklasse. Parallel begann sie mit neun Jahren das Boxen in ihrer Heimatstadt Beja und beendete mit elf Jahren das Judotraining. Kurz vor ihrem 13. Geburtstag zog sie mit ihrer Familie von Tunesien nach Frankfurt am Main (Deutschland). Hier lernte sie Eppie (Efraim) Chapman (Weltmeister und mehrmaliger Europameister im Kickboxen und Karate) kennen, der jahrelang ihr Trainer werden sollte. Ab ihrem 19. Lebensjahr trainierte sie unter Emil Freihaut (CSC Frankfurt). Mit 25 Jahren zog Kerwat nach Berlin und bestritt als Amateurin für den SC Eintracht Berlin drei Kämpfe (zwei Siege, einer davon durch K. o., und eine Niederlage). 2010 wurde sie Berliner Meisterin und belegte den dritten Platz bei der Deutschen Meisterschaft. Nach zwei Babypausen begann sie Ende 2013 eine Profikarriere und wechselte zu Legends Fight & Box Academy in Berlin.

## Profikarriere
Am 27. Februar 2015 gab Kerwat in der Berliner Universal Hall ihr Profidebüt. In der 1. Runde traf sie ihre Gegnerin Sandy Weber aus Leipzig so schwer, dass der Ringrichter den Kampf abbrach. Diese stellte sich zwar nochmals zum Kampf, wurde aber aus dem Ring genommen. Siegerin war Kerwat durch K. o. Am 18. Juni 2015 wurde Enno Werle als ihr Trainer verpflichtet; seit September 2015 wird sie von Sven Ottke trainiert. Am 12. Dezember 2015 gewann sie in Dessau durch TKO gegen Zsofia Bedo die vakante internationale deutsche Meisterschaft der GBA.
Am 9. April 2016 gewann Kerwat durch TKO in der ersten Runde gegen Gina Chamie den vakanten Titel International Champion der WBC. Am 16. Juni kämpfte sie in Berlin (Max-Schmeling-Halle) gegen die Weltmeisterin Ramona Kühne über drei Runden mit einer ausgekugelten Schulter und musste verletzungsbedingt aufgeben.
Am 8. Februar 2018 kämpfte Kerwat in den USA gegen die Amerikanerin Angel Gladney um den vakanten WM-Titel der WBU. Sie gewann diesen Kampf klar nach Punkten und ist damit Weltmeisterin der WBU.

## Sonstiges
Kerwat ist gelernte Physiotherapeutin und lebt in Berlin.